# Калофер
Калофер (буг. Калофер) је варошица у Бугарској, у близини града Карлово. Административно припада општини Карлово, и налази се у Пловдивској области.
Град се налази на јужним обронцима Старе планине. Удаљен је 17 километара од града Карлова, 22 од Сопота, 56 од Пловдива и 164 од главног града Бугарске — Софије. Кроз град пролази река Тунџа.

## Историја
Калофер је настао у 16. веку (1533. године). Од тада су град захватила 3 велика пожара, али сваки пут је град обнављан.

### Срби у Калоферу
У Калоферу је поред Бугара било Шопова, који су се од њих разликовали по именима и презименима. Она су била типично српска по форми, али су се у другој половини 19. века бугаризовали. У Србију су долазили сточарски трговци из Бугарске из више бугарских места. Они су током маја и јуна куповали овце и другу стоку и терали у Бугарску. Тако се јављају из Калофера: маја 1842. године Недељко Димитријевић купио 826 овнова, Стаил Стојковић купио 300 овнова. Истог поменути дана Стаил Стојковић купио је 430 овнова за 215 гроша, Станча Стојановић узео 635 овнова за 317,20 гроша, а Драган Марковић погоди куповину 400 овнова за 200 турских гроша.
Након појављивања Гарашаниновог "Начертанија" 1844. године, кренуло се са реализацијом идеја о уједињењу свих јужних Словена. Основано је у то време "Тајно друштво или радња" у које су најпре ушли Срби и Бугари. Са бугарске стране члан је постао Хрисант Јовановић из Калофера. Хризант је био ђакон и ученик Неофита хиландарског, а дошао је у Србију јуна 1844. године где је добио српску државну стипендију и уписао се београдски Лицеј. Српску књигу набавио је у Београду, поменути Хрисант Јовановић из Калофера. Једну бугарску књигу купили су у Одеси, становници Калофера: Стефан Дмитријев Тошковић и Лазар Стојков Петровић.

## Познате личности
- Виктор Чолаковић, митрополит и епископ нишки
- Христо Ботев, песник и револуционар

## Галерија
- Парк у Калоферу
- Бугари прослављају Богојављање
- Споменик Христу Ботеву
- Поглед на Калофер